# Pangio apoda
Pangio apoda és una espècie de peix de la família dels cobítids i de l'ordre dels cipriniformes.

## Morfologia
- Els mascles poden assolir 3,8 cm de llargària total.
- Nombre de vèrtebres:51-53.[4]

## Hàbitat
Viu en zones de clima tropical.

## Distribució geogràfica
Es troba a l'Índia.